# The Supreme Test (film 1912)
The Supreme Test è un cortometraggio muto del 1912. Il nome del regista non viene riportato.

## Produzione
Il film fu prodotto dalla Essanay Film Manufacturing Company.

## Distribuzione
Distribuito dalla General Film Company, il film - un cortometraggio a una bobina - uscì nelle sale cinematografiche statunitensi il 6 dicembre 1912. Uscì poi anche nel Regno Unito il 20 febbraio 1912.